# El asesinato de un corredor de apuestas chino
El asesinato de un corredor de apuestas chino (título original: The Killing of a Chinese Bookie) es una película estadounidense dirigida por John Cassavetes y estrenada en 1976. 

## Argumento
Cosmo Vitelli es director de un cabaret de mala muerte en las afueras de Los Ángeles. Estriptis y números provocativos se encadenan cada noche bajo su mirada atenta y benévola. La situación no es boyante y debe 23.000 dólares por deudas de juego. Con dificultades para pagar, la mafia le propone acabar con su deuda matando a un corredor de apuestas chino rival. Si al principio rechaza este trato, poco a poco se va a ver forzado a aceptarlo, bajo pena de sufrir él mismo represalias severas. Vitelli se infiltra en casa de su objetivo y consigue abatirle, pese a recibir una herida de bala. Todo cambia cuando sabemos que sus propios amigos deciden abatirlo para eliminar toda prueba de su implicación. Vitelli logra desbaratar la maniobra y acaba con uno de los asesinos. De vuelta a su club, y pese a su herida que parece agravarse, tiene energía para levantar la moral de sus coristas.

## Reparto
- Ben Gazzara : Cosmo Vitelli
- Timothy Carey : Flo (gángster)
- Seymour Cassel : Muerte Weil (gángster)
- Robert Phillips : Phil (gángster)
- Morgan Woodward : John (jefe de los gángsters)
- John Kullers : Eddie-Red
- Al Ruban : Marty Reitz (gángster)
- Azizi Johari : Rachel
- Virginia Carrington : Betty, la madre
- Meade Roberts : Mister Sophistication